# Diecezja Garzón
Diecezja Garzón (łac. Dioecesis Garzonensis, hisz. Diócesis de Garzón) – rzymskokatolicka diecezja w Kolumbii. Jest sufraganią archidiecezji Ibagué.

## Historia
20 maja 1900 roku papież Leon XIII erygował diecezję Garzón. Dotychczas wierni z tych terenów należeli do zlikwidowanej diecezji Tolima.
25 grudnia 1964 roku diecezja została przemianowana na Garzón-Neiva.
24 lipca 1972 roku diecezja utraciła część swego terytorium na rzecz nowo powstałej diecezji Neiva i powróciła do pierwotnej nazwy Garzón. 

Mapa diecezji

## Ordynariusze

### Biskupi Garzón
- Esteban Rojas Tovar (1900 - 1922)
- José Ignacio López Umaña (1924 - 1942)
- Gerardo Martínez Madrigal (1942 - 1964)

### Biskupi Garzón-Neiva
- Gerardo Martínez Madrigal (1964)
- José de Jesús Pimiento Rodríguez (1964 - 1972)

### Biskupi Garzón
- José de Jesús Pimiento Rodriguez (1972 - 1975)
- Octavio Betancourt Arango (1975 - 1977)
- Ramón Mantilla Duarte CSsR (1977 - 1985)
- Libardo Ramírez Gómez (1985 - 2003)
- Rigoberto Corredor Bermúdez (2003 - 2011)
- Fabio Duque Jaramillo OFM (2012 - 2022)
- Jaime Alberto Cabrera Arcos (nominat)